# Parc national Skolivski Beskydy
Le parc national de Skolivski Beskydy (en ukrainien : Сколівські Бескиди (національний природний парк)) est un parc régional situé dans l'oblast de Lviv, en Ukraine dans les Carpates orientales.

## Usages

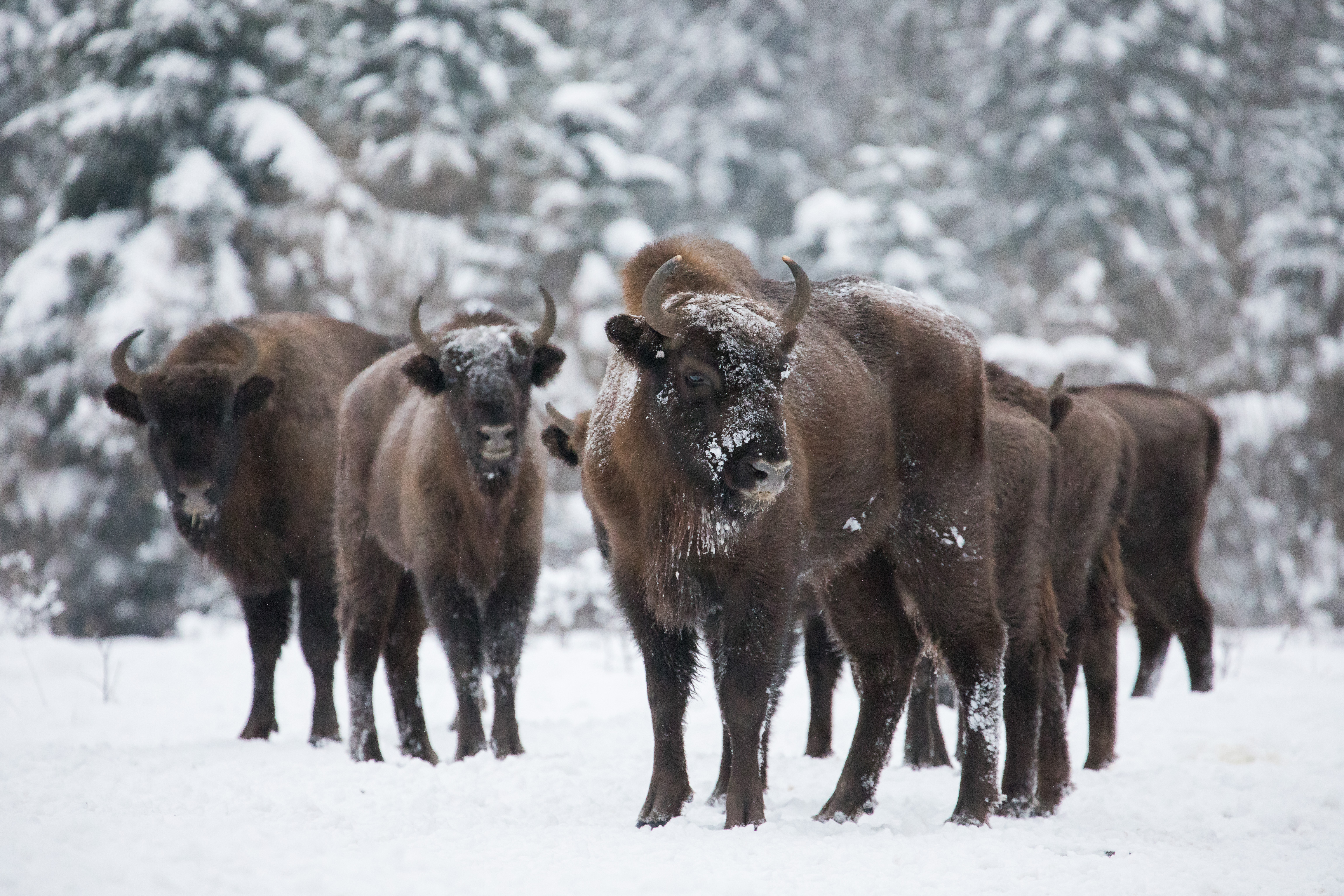
Troupeau de bisons.

Le parc et les montagnes sont connues pour leur air vivifiant et sa nature. Des maisons et des circuits sont proposés aux visiteurs.

## Histoire
Le 11 février 1999, le décret présidentiel consacre la réserve naturelle. Elle recouvre une superficie de 35 261 kilomètres carrés dans les Beskides orientales.

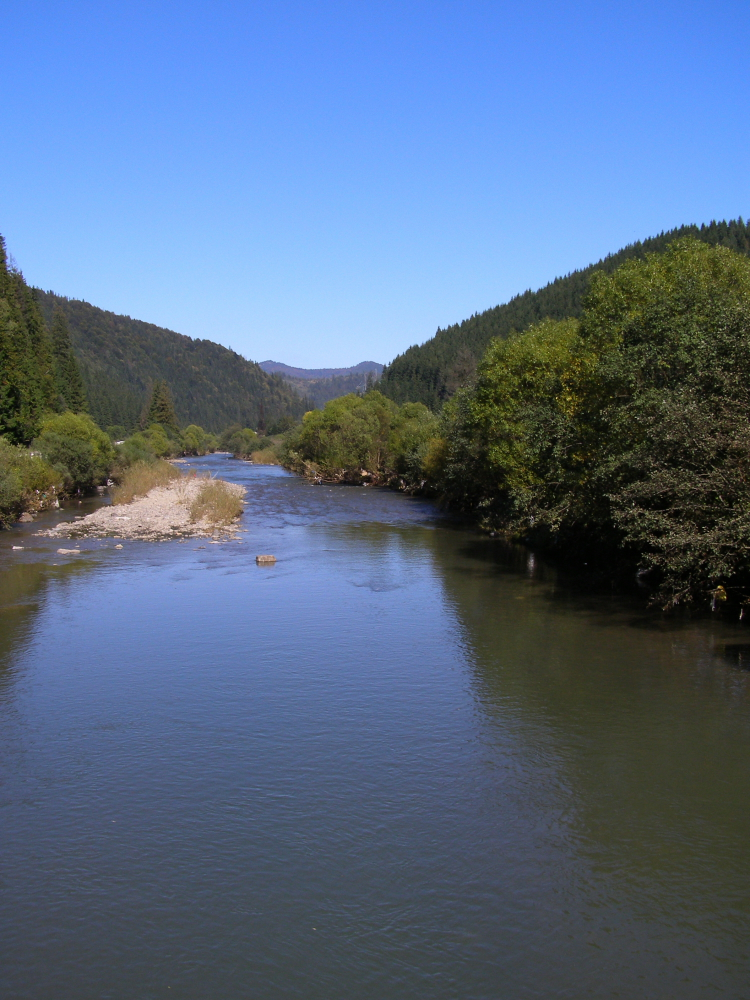
La rivière Opir,
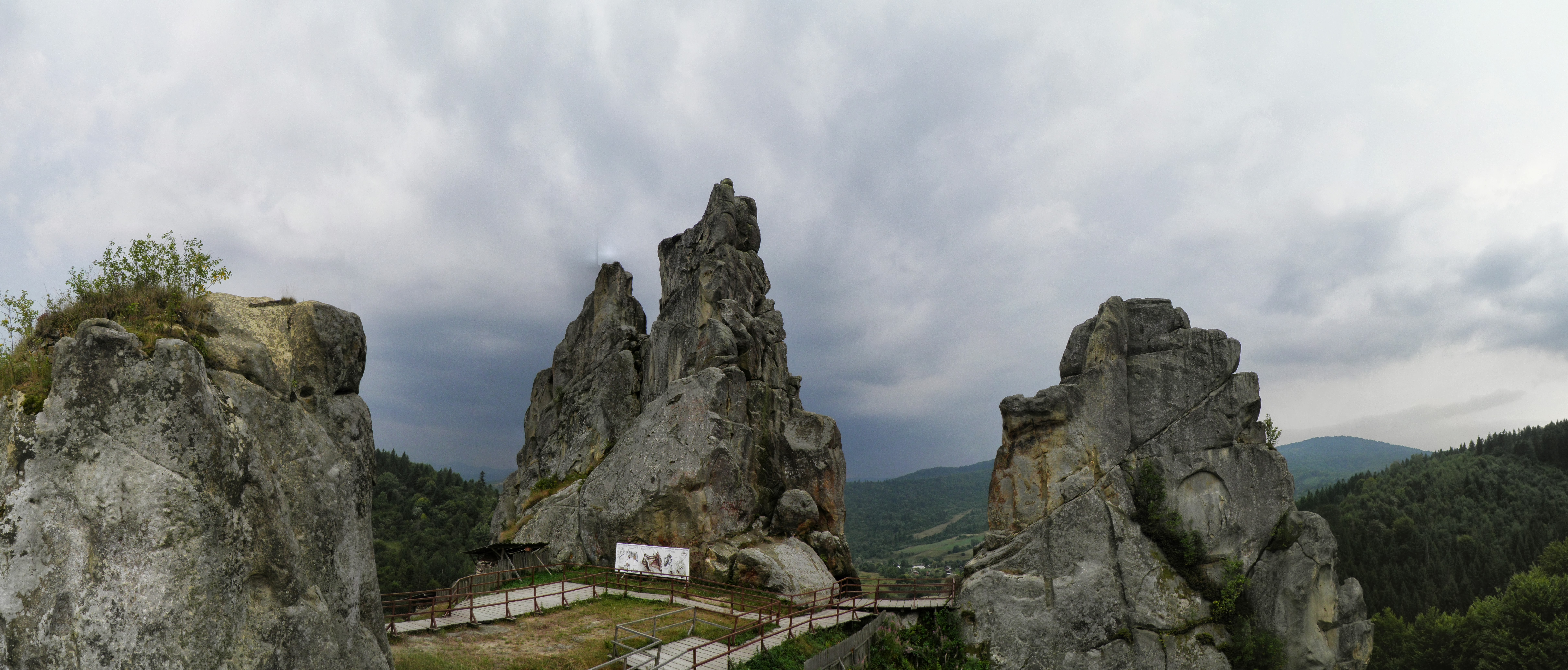
point de vue du Tustan, classé[3],
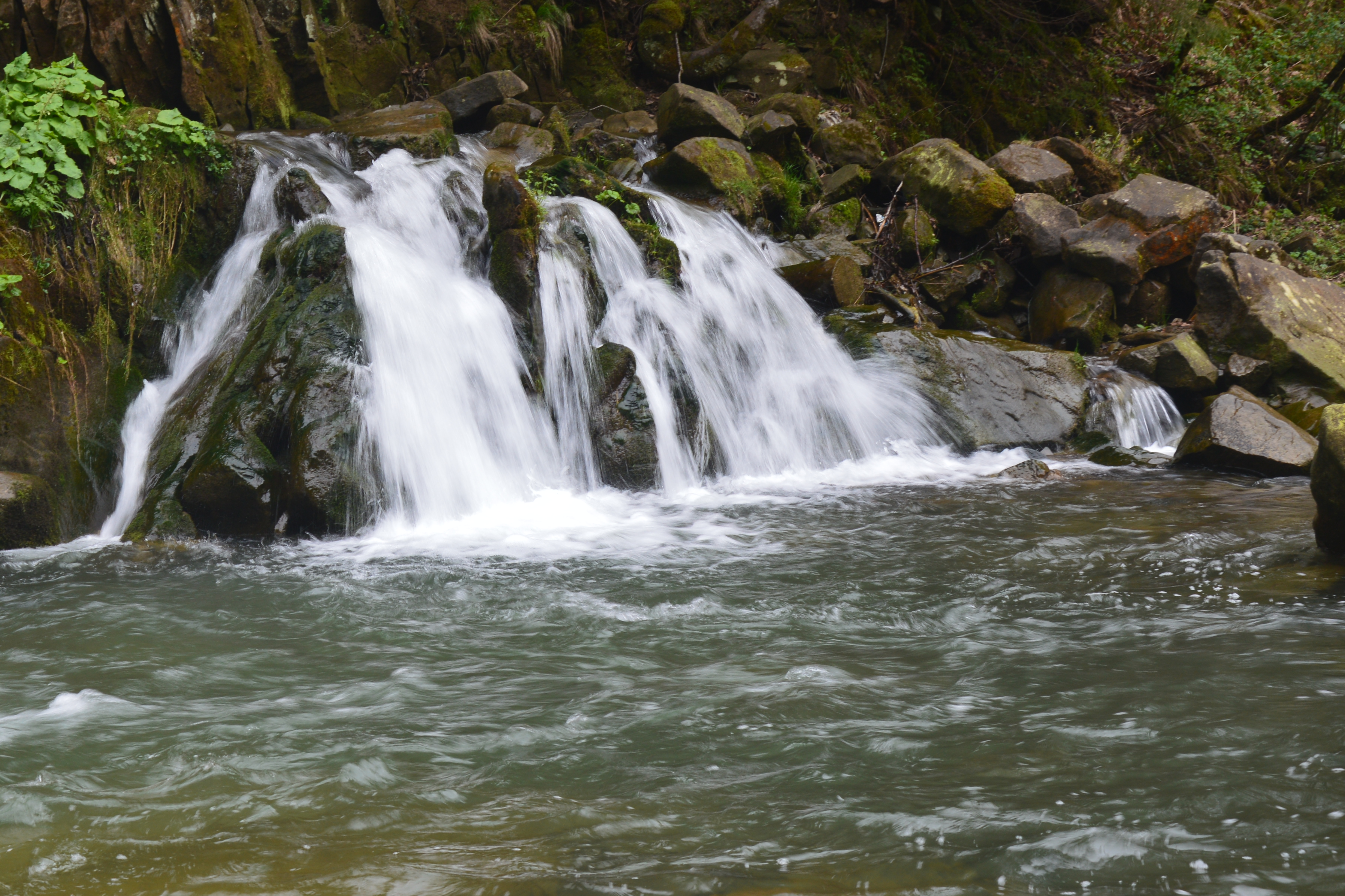
et chutes d'eau de son affluent Kamianka,
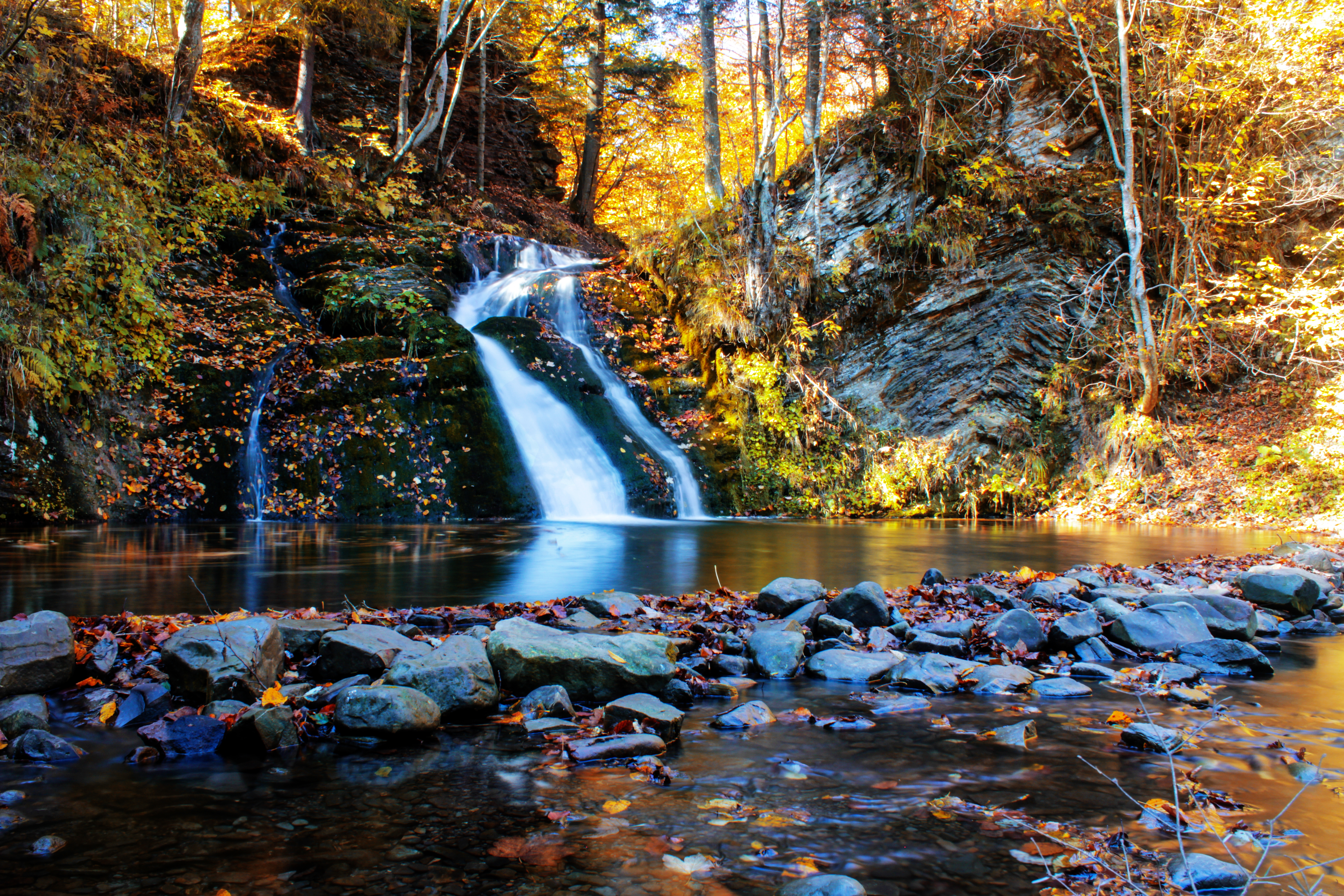
les chutes Gourkalo, réserve naturelle[4],
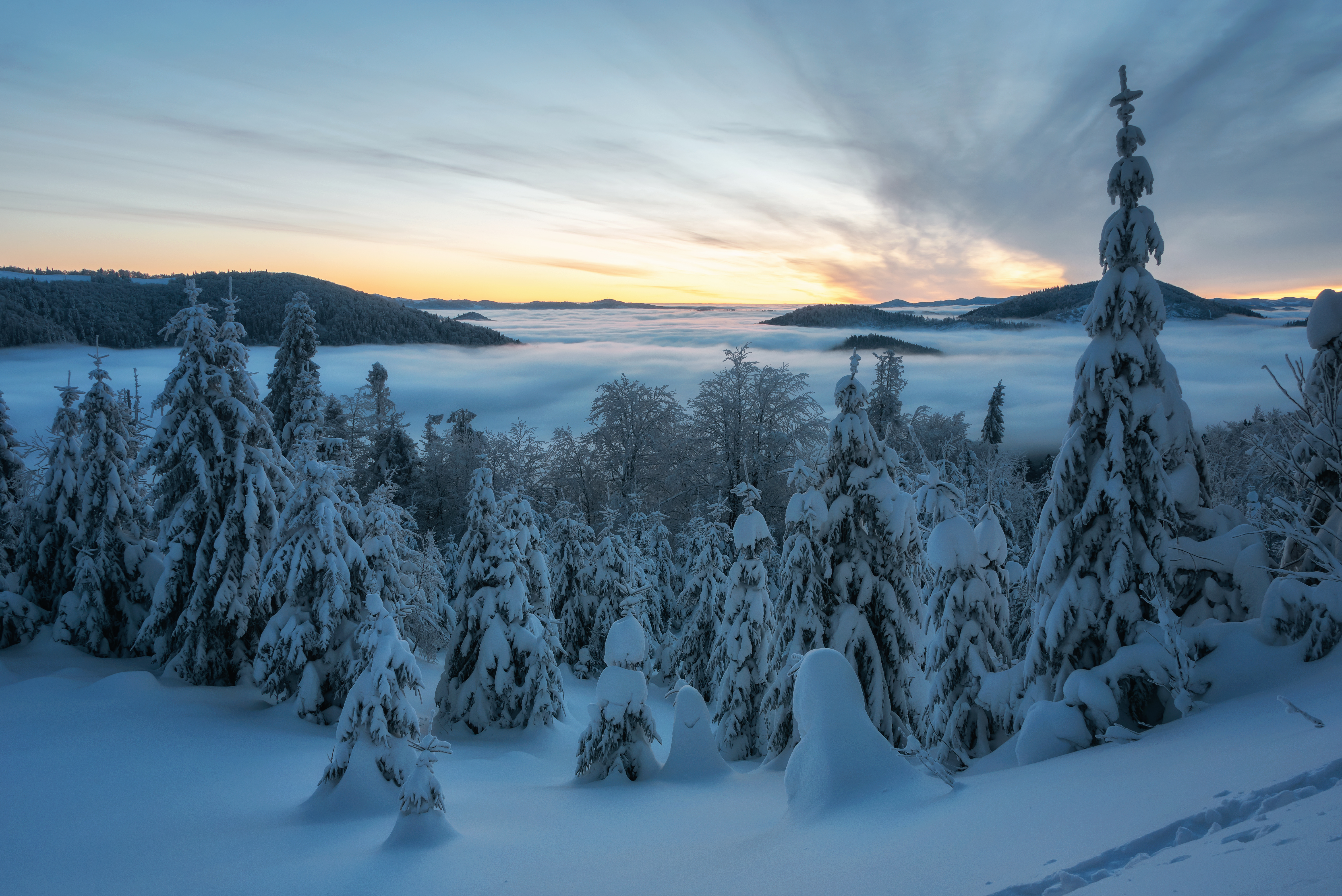
en hiver,
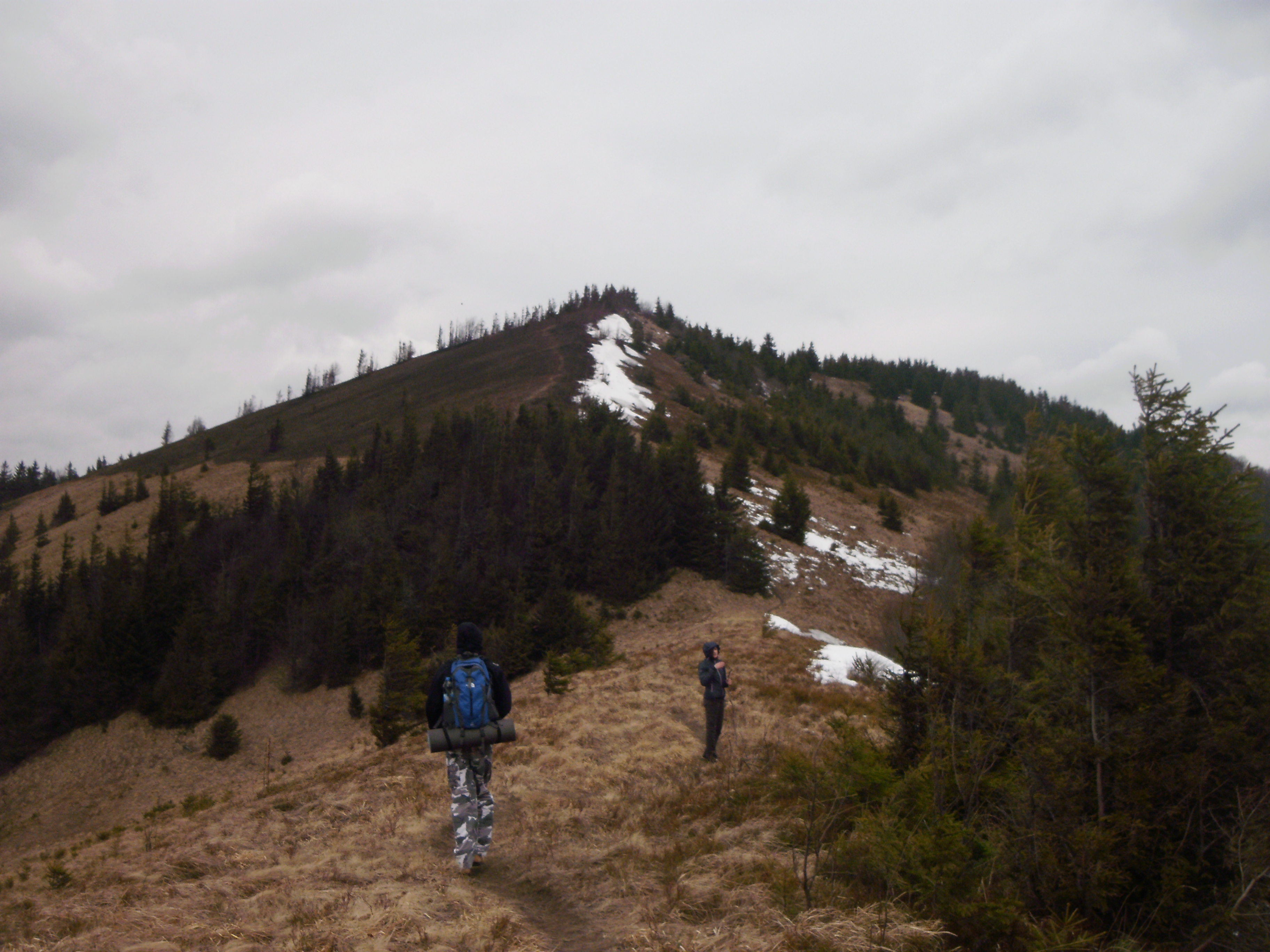
le mont Paraska,
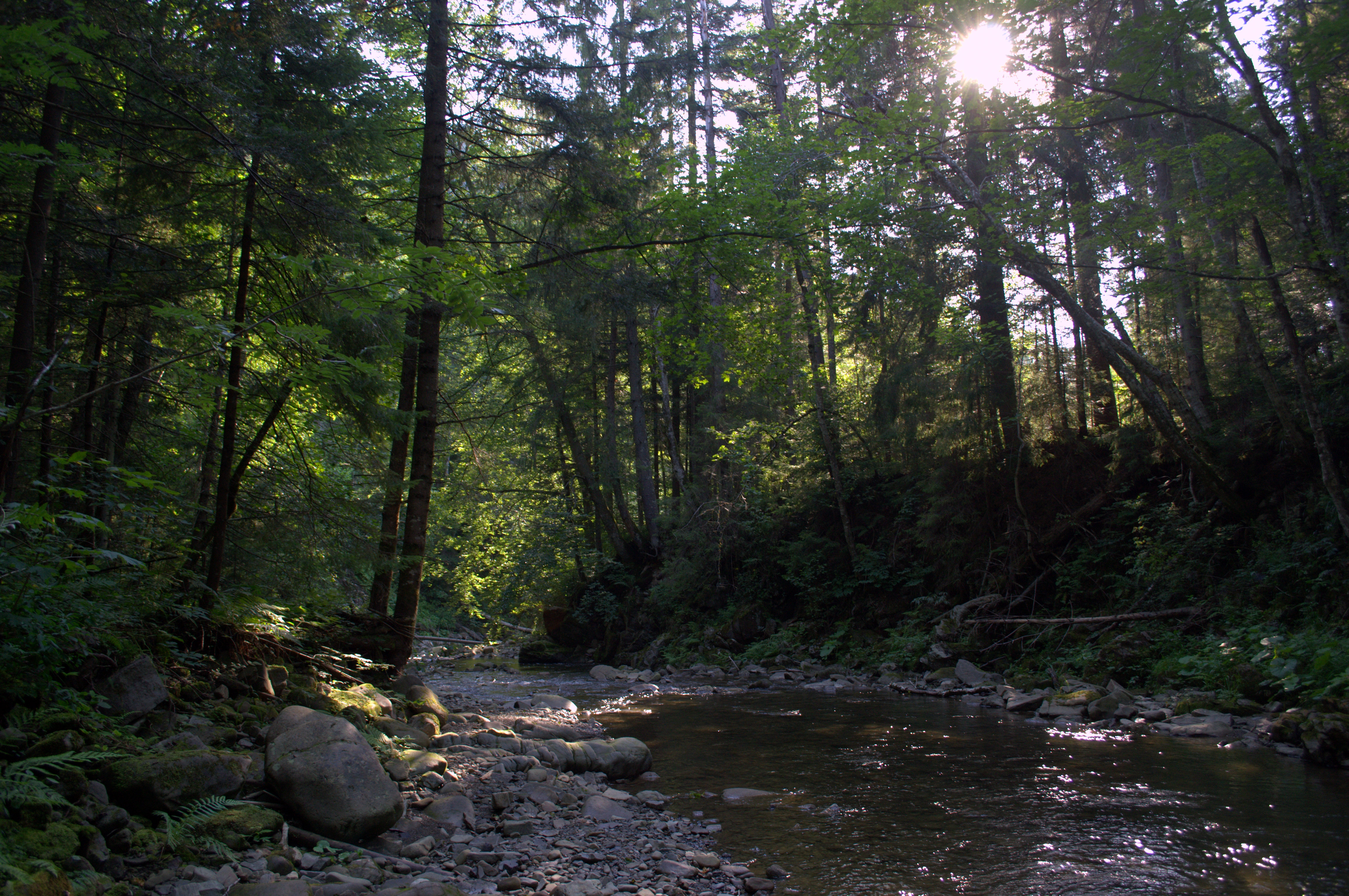
la rivière Zelemianka,
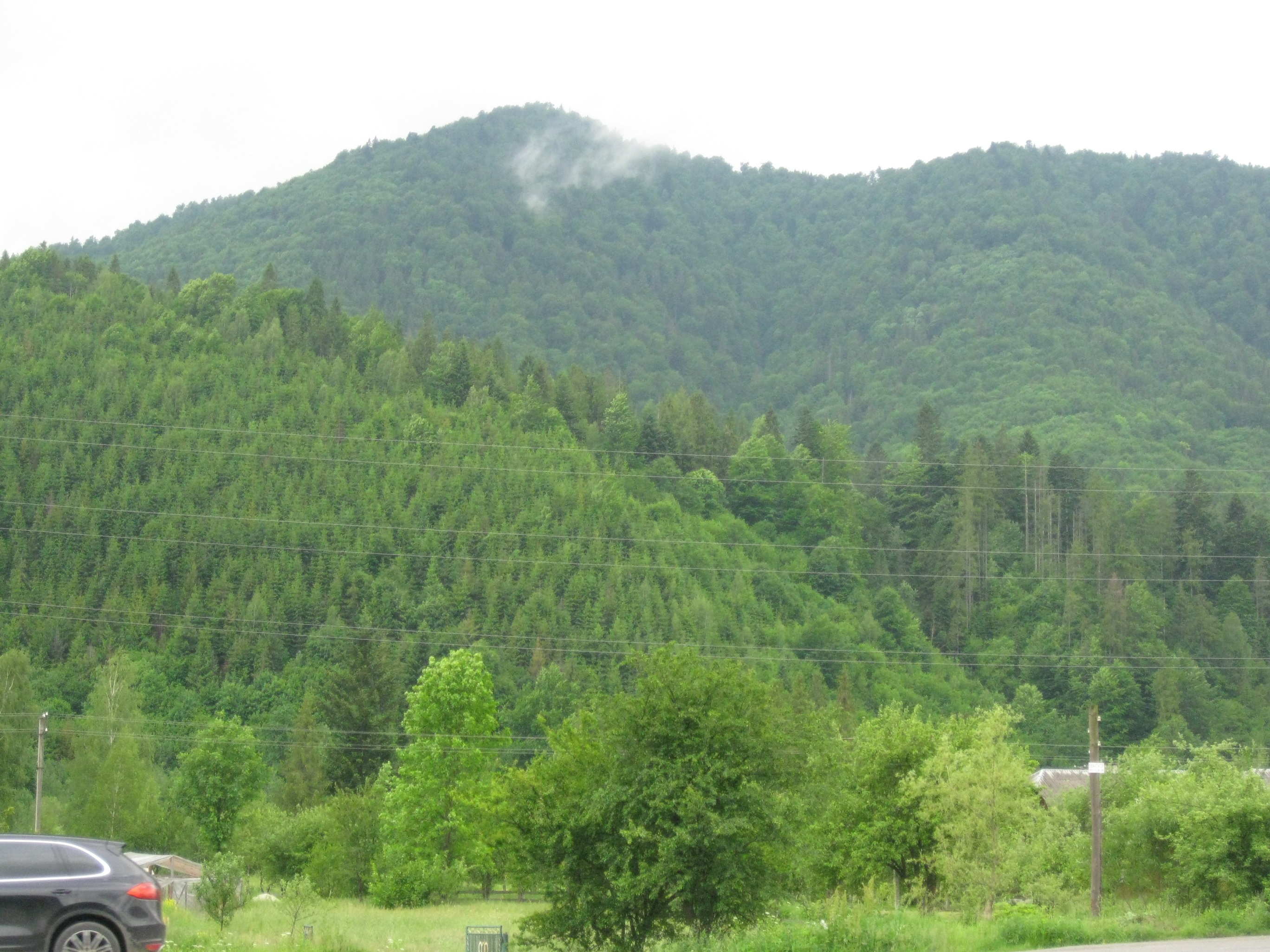
mont Kieviets,
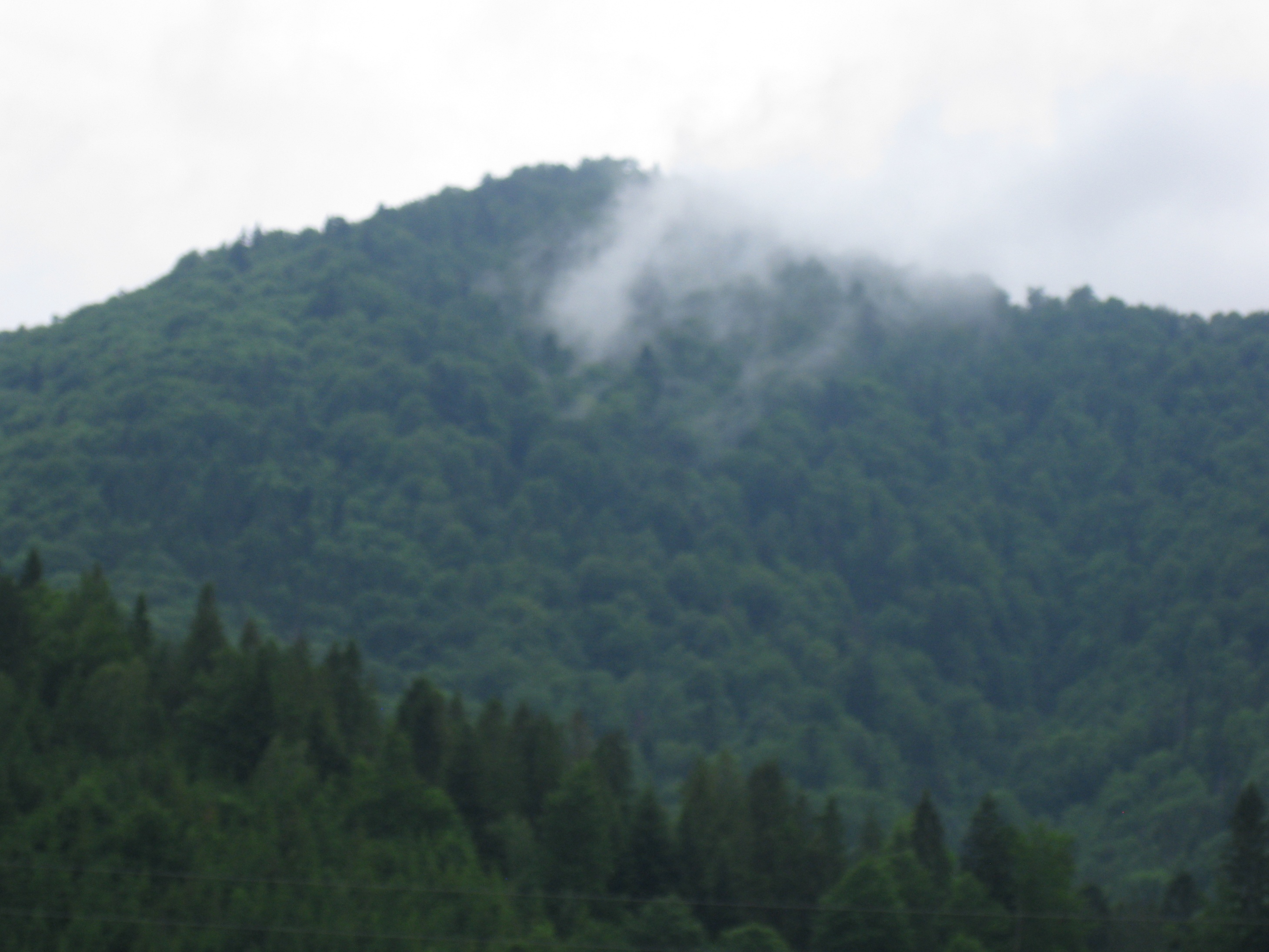
mont Kreminni,
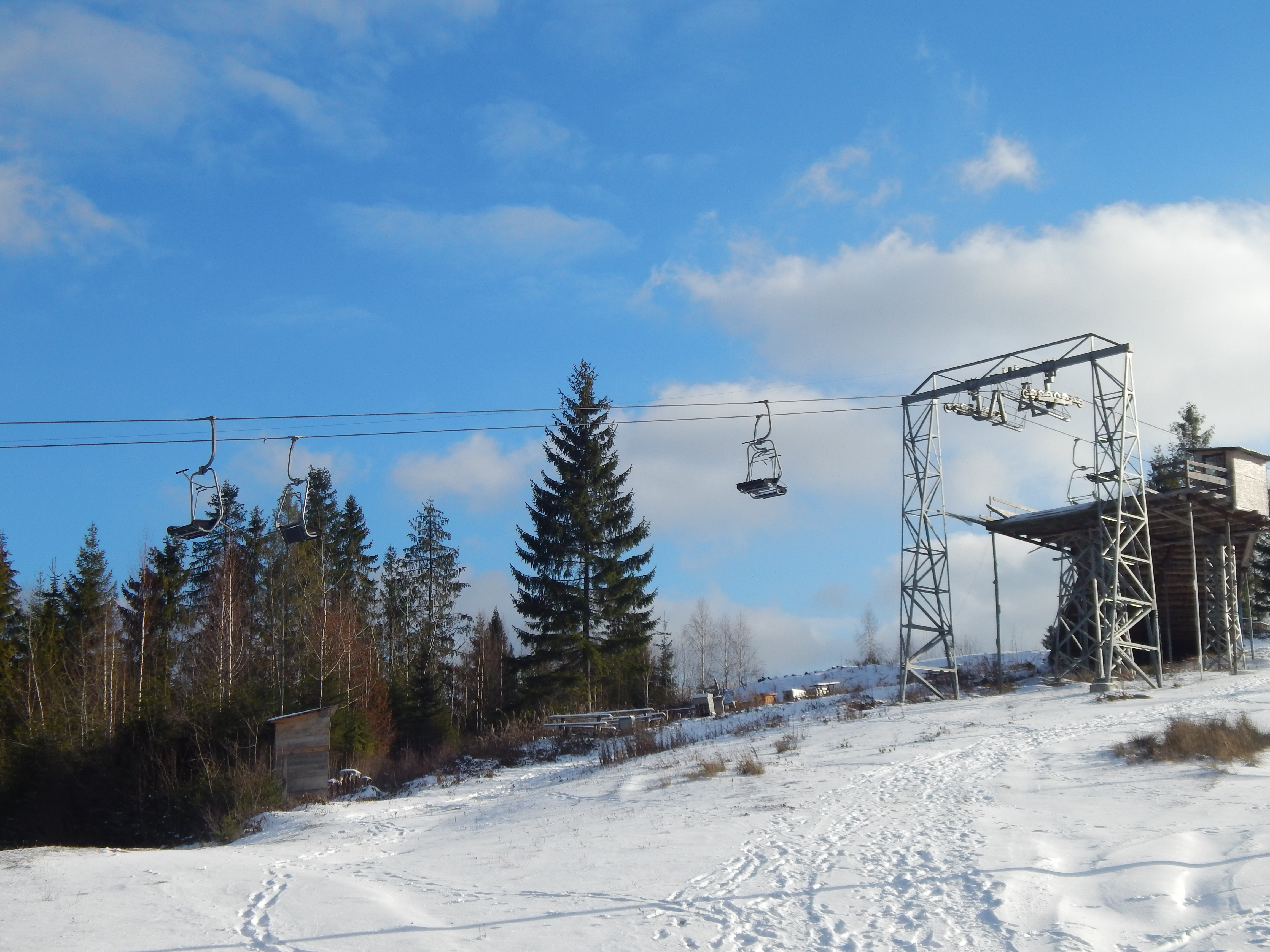
téléphérique du Pogar,
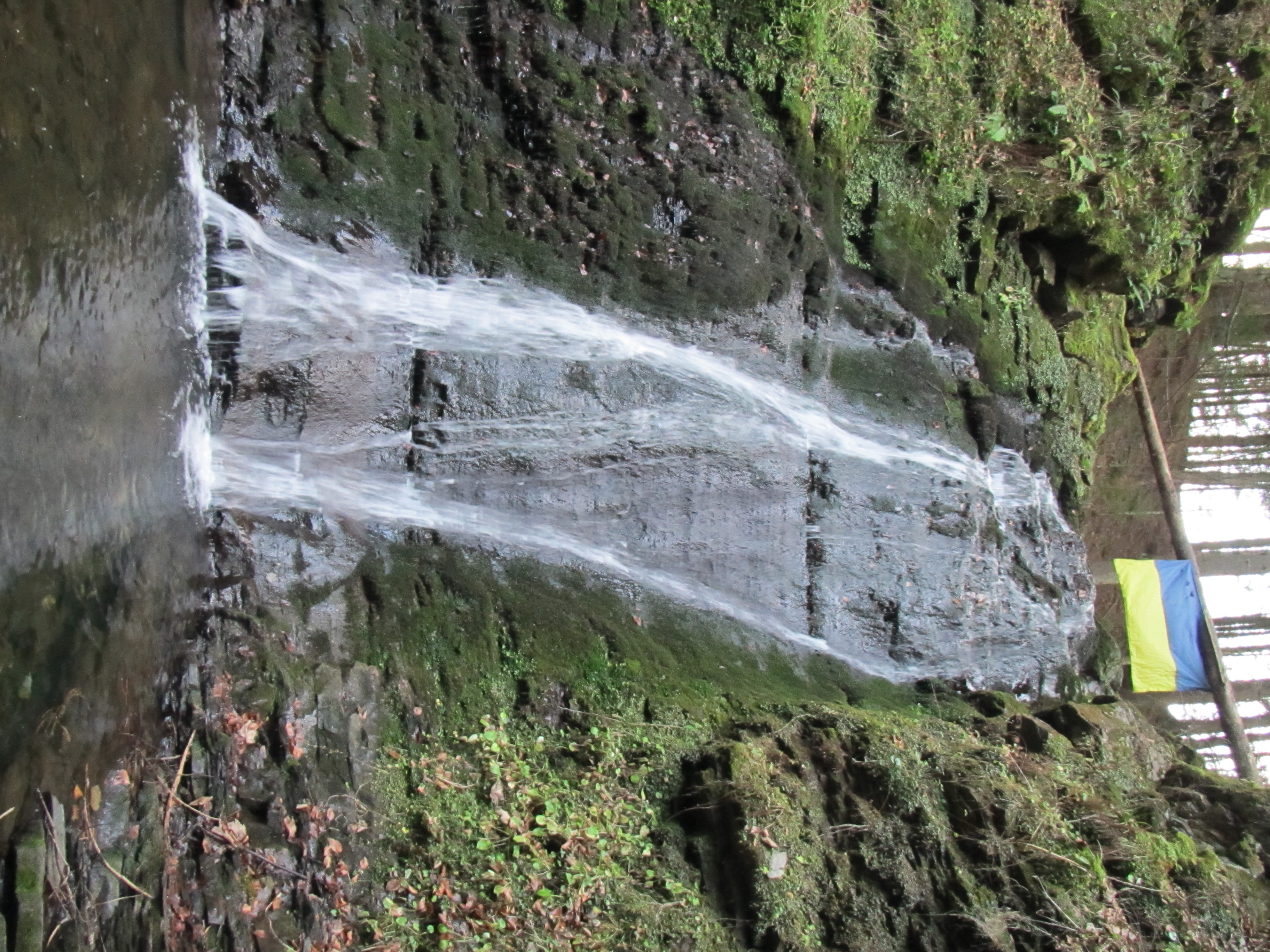
les chutes du Sopit,
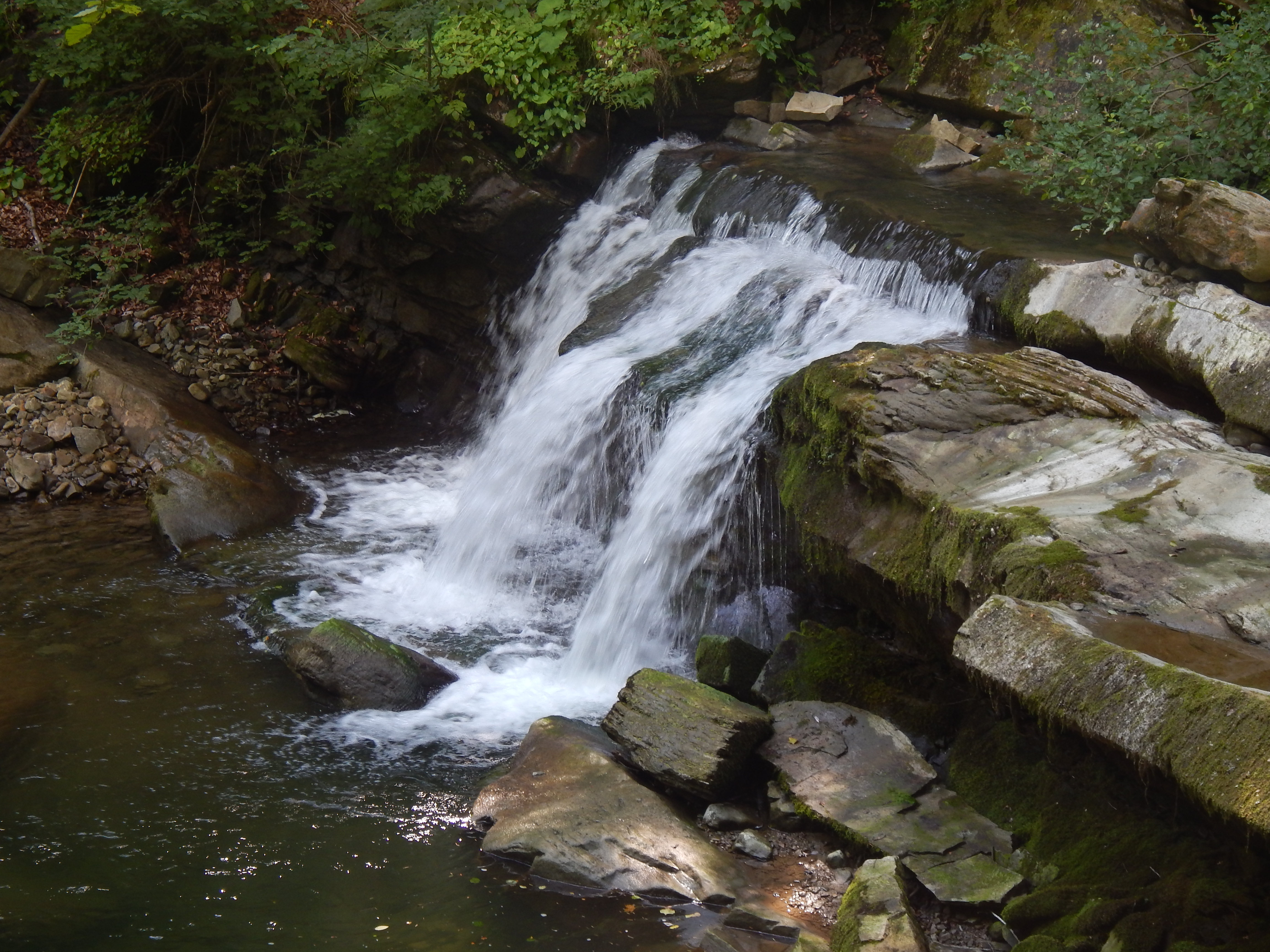
et du Krouchelnitski.
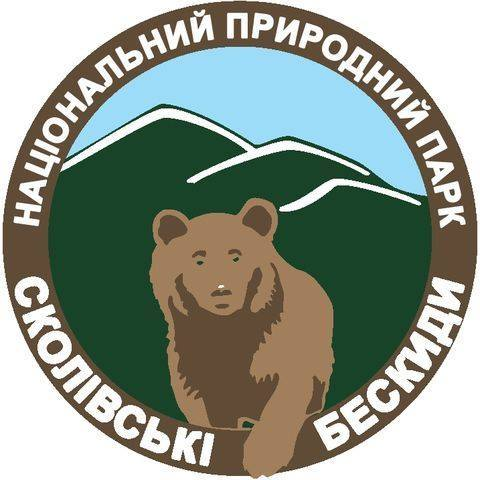
Son logo.

## Liens
- (uk) Site officiel
- Ressource relative à la géographie :   - World Database on Protected Areas
- Liste des parcs nationaux de l'Ukraine